# Cladeo
Il fiume Cladeo scorre attraverso Olimpia nell'Elide, nel sud della Grecia, e sfocia nel fiume Alfeo. Già nell'antichità classica, il fiume è stato dirottato nei pressi di Olimpia per evitare inondazioni in inverno. Tuttavia, il santuario di Olimpia fu ricoperto da uno strato di sedimento spesso 4 m quando fu scavato nel 1875. Di lunghezza conta 13 km.  
Kladeos (in greco Κλάδεος, in latino Cladeus) era un dio fluviale (Potamoi) della mitologia greca, uno dei figli di Oceano e Teti.